# 唐家民宅
唐家民宅是清代秦商巨贾唐氏家族的庄园，位于陕西省旬邑县太村镇唐家村，县城东北七公里处，现辟为旬邑县唐家民俗博物馆。
三水唐氏家族（旬邑县在1914年以前原名三水县）祖籍山西洪洞县。始迁祖唐应弼，因躲避明末兵难流落来此。清代三水唐氏发展为秦商巨贾，唐家商号曾遍及十三省13省，人称“汇兑中国十三省，包捐知府道台衔；马走外省不吃人家草，人行四川不歇人家店”。
唐家大院为清代三水唐家第四代唐景忠的住宅，建于清道光五年（1825年）到同治七年（1868年），历时43年。清乾隆六十年（1795年），唐景忠赴北京参加乾隆皇帝举行的“千叟宴”。唐廷铨系“皇清诰授中议大夫赏戴花翎盐运使司 盐运使”，驻泾阳 “天成铭” 商号。
唐宅原有87座院落，2700余间。占地约4600平方米。后经战乱，大部分建筑已毁。现存5座院落，及一座墓葬，共计150余间。
1958年，旬邑县建立“唐家地主庄园博物馆”。1971年3月改为“陕西省旬邑县阶级教育展览馆”。1979年10月26日恢复“唐家地主庄园博物馆”,1988年更名为“旬邑县唐家民俗博物馆”。博物馆占地面积3240平方米，展厅面积1440平方米。博物馆的陈列展示共分三部分，即五间院《唐家生活复原陈列》、三间院《旬邑民俗风情展》、和第四院《拴马桩石刻展》。
唐廷铨墓豪华奢侈，建于咸丰三年(1853年)到 咸丰八年(1858年)，仿唐廷铨生前住室，呈两层楼阁式四合院建筑，四周镶有砖石木雕。墓前有石人、石马、石旗杆。石牌楼三间四柱五楼式，额写“皇恩湛泼”，雕刻精巧，高三丈、宽两丈二尺多，历时五年建成，耗银十八万两，四根柱子周围嵌有18罗汉造像。
1992年4月20日，公布为第三批陕西省文物保护单位。